# Ipomoea invicta
Ipomoea invicta är en vindeväxtart som beskrevs av Homer Doliver House. Ipomoea invicta ingår i släktet praktvindor, och familjen vindeväxter. Inga underarter finns listade i Catalogue of Life.